# Hornopirén
Hornopirén (anteriorment anomenada Riu Negre-Hornopirén) és una localitat xilena, capital de la comuna de Hualaihué, situada a la Regió dels Lagos, a 100 quilòmetres de Puerto Montt.
Aquesta localitat és considerada "la porta nord de la Carretera Austral". Les principals activitats econòmiques de la localitat són el turisme, els serveis i el cultiu d'espècies marines.
Des d'aquest port salpen durant tot l'any transbordadors fins a Caleta Leptepu localitat situada al sud de Fiord Comau per continuar viatge per la Carretera Austral fins a Chaitén. El trajecte fins a Leptepu dura tres hores i mitja de navegació.

## Toponímia
El volcà rep el seu nom del mapudungun pirén, "Forn de neu". Antigament era anomenat Quechucaví ("cinc districtes" o "cinc juntes"). Hornopirén és una de les poques capitals comunals del país que no té el mateix nom que la seva comuna, descomptant casos com a Cisnes/Puerto Cisnes o Mostazal/San Francisco de Mostazal.

## Atractius
- Parc Nacional Hornopirén, administrat per la CONAF. Posseeix una superfície de 48.232 hectàrees.
- Volcà Hornopirén
- Termes de Llancahué
- Cascades de Riu Negre
- Llac Cabrera
- Parc Natural El Coure

Una alternativa d'excursió és fer el camí que va per localitats com Chaqueihua situada a 6 quilòmetres al nord-est de Hornopirén al costat del Riu Negre i seguir cap al sud fins a arribar al riu Blanco, un lloc molt recomanat per a la pesca esportiva, 5 quilòmetres més endavant, el camí voreja el Canal Cholgo passant per uns penya-segats amb excel·lents vistes a l'Illa dels Cérvols. Després de travessar la costa El Farellón, el camí arriba a Caleta Cholgo situat a 28 quilòmetres de Hornopirén, aquí es troba el Riu Cholgo, molt adequat per a la pesca esportiva i on existeixen a més cultius de basses gàbies i cases modernes dels salmoners, continuant 7 quilòmetres més al sud es pot arribar fins a Caleta Pichanco on antigament existia servei de transbordador a Caleta Leptepu. Aquest trajecte no és recomanable després de pluges per les condicions del camí.

## Comunicacions
- Radio Hualaihué: 89.7 FM
- Radio Frutillar: 97.1 FM